# 내일은 위닝샷
《내일은 위닝샷》은 대한민국의 MBN에 예능 프로그램이다.

## 기획 의도
테니스에 100% 진심인 8인의 여걸들이 뭉쳤다! 연예계 최초 여자 테니스팀의 공식대회 도전기!

## 방송 일정
| 방송 채널 | 방송 기간                         | 방송 시간                       | 비고 |
| --------- | --------------------------------- | ------------------------------- | ---- |
| MBN       | 2023년 4월 14일 ~ 2023년 6월 30일 | 매주 금요일 밤 10시 20분 ~ 12시 |      |

## 진행자
- 이형택
- 이이경

## 출연진

### 여성 연예인 테니스단
- 홍수아
- 황보
- 송은이
- 신봉선
- 권은빈
- 지현정
- 고우리
- 손성윤
- 정다경

## 경기 결과

### 2회

#### 주장 선발전 본선
- 이형택 7 - 3 이정윤
- 송은이 1 - 7 홍수아

#### 주장 선발전 결선
- 황보 3 - 7 홍수아

#### 복식 경기 본선
- 고고 팀 4 - 7 황송 팀
- 국봉 팀 16 - 14 황송 팀

## 같이 보기
- 테니스